# Bombardamento di Tourane
Il bombardamento di Tourane è stato un bombardamento francese, seguito da uno sbarco di truppe, effettuato contro i forti del porto vietnamita di Tourane (attuale Đà Nẵng). Ebbe luogo il 26 settembre 1856, nel periodo compreso tra la battaglia di Tourane del 1847 e il l'assedio di Tourane degli anni 1859-1860.
L'imperatore vietnamita Tự Đức, salito al trono nel 1847, intensificò la persecuzione dei cristiani in Vietnam: inizialmente si limitò a proibire ai missionari di fare proseliti, pena la morte ma più tardi giunse ad istituire delle taglie sulle teste dei missionari stranieri e dei convertiti vietnamiti. Nel corso di queste persecuzioni furono giustiziati due missionari francesi, Augustin Schoeffler il 1º maggio 1851 e Jean-Louis Bonnard il 1º maggio 1852i.
Nel 1856 il governo francese decise di protestare formalmente. Lo sloop da guerra Catinat, al comando di William Le Lieur, si trovava allora a Bangkok, in attesa di scortare l'inviato speciale Charles de Montigny in Vietnam per negoziare un nuovo trattato commerciale.
Il Catinat lasciò Bangkok il 12 agosto 1856 e arrivò davanti a Tourane, il porto della capitale Huế, il 16 settembre 1856. De Montigny era rimasto a Bangkok a negoziare un trattato commerciale con il Siam. Il 19 settembre 1856 Le Lieur entrò nel Fiume dei Profumi e gettò l'ancora. Mandò a terra il missionario padre Fontaine con lettere di De Montigny, ma i mandarini si rifiutarono di accettarle, poiché l'imperatore Thiệu Trị aveva reso reato capitale per qualsiasi funzionario ricevere una lettera da un europeo. Fontaine fu costretto a lasciarle sulla spiaggia. Il giorno seguente, dopo essere state inoltrate a Huế, le lettere furono restituite non lette. Le Lieur considerò tale atteggiamento "un insulto ad un rappresentante dell'imperatore di Francia" e un motivo di guerra.
Il 26 settembre 1856 Le Lieur bombardò i forti vietnamiti e fece sbarcare un distaccamento di soldati che fecero circa 40 prigionieri, gettarono in mare una quantità di polvere nera, misero i chiodi a circa 60 cannoni e ne bruciarono i carri. Molte delle opere di difesa erano state completate dai vietnamiti dopo la battaglia del 1847. Il giorno seguente alcuni mandarini vennero a bordo del Catinat, dichiarandosi disponibili a firmare un trattato di pace alle condizioni francesi, ma Le Lieur scelse di aspettare l'arrivo di De Montigny. Il 24 ottobre 1856 un'altra nave, il Capricieuse, arrivò da Bangkok, mentre il Catinat fu richiamato a Macao, dove era in corso la guerra con la Cina. De Montignty arrivò a bordo del Marceau solo il 23 gennaio 1857, ma gli fu rifiutata un'udienza, poiché Tự Đức aveva interpretato la partenza del Catinat come una propria vittoria.